# Overijssel
Overijssel je jedna z nizozemských provincií, která se nachází na středovýchodě země. Na severu sousedí s provinciemi Flevoland, Frísko a Drenthe, na východě s německými spolkovými zeměmi Dolní Sasko a Severní Porýní-Vestfálsko, na jihu a západě s provincií Gelderland, od které ji částečně odděluje řeka IJssel. Západní část provincie je vymezena vodními plochami tzv. „okrajových jezer“, pozůstatků původního mořského zálivu Zuiderzee. Mezi roky 1962 a 1986 spadal pod správu provincie i polder Noordoostpolder vzniklý v rámci projektu Zuiderzeewerken.
Hlavním městem je Zwolle. Dalšími velkými městy jsou Almelo, Deventer, Enschede a Hengelo. Kromě nizozemštiny se zde používá jazyk dolnosaština z rodiny dolnoněmeckých jazyků.

## Historie
Region Overijsselu byl do roku 1528 pod přímou správou biskupa z Utrechtu. V tomto roce však provincie přešla do rukou Karla V. Habsburského a stala se tak součástí Habsburského Nizozemí. Během Nizozemské revoluce se Overijsselské panství přidalo na stranu Utrechtské unie a následně se stalo součástí Republiky sedmi spojených provincií nizozemských (1588).